# Юр (Удмуртія)
Юр (рос. Юр) — присілок у складі Ярського району Удмуртії, Росія.
До селища Юр 1979 року було приєднано починок Єловський, який тоді був центром сільської ради. 26 жовтня 2004 року селище отримало статус присілка.

## Населення
Населення — 209 осіб (2010, 421 у 2002).
Національний склад станом на 2002 рік:
- удмурти — 57 %
- росіяни — 42 %